# Kiki, el amor se hace
Kiki, el amor se hace és una pel·lícula espanyola de 2016 dirigida per Paco León i protagonitzada per ell, Candela Peña i Álex García, entre d'altres. Es tracta d'un remake de la pel·lícula australiana de 2014 The Little Death. La restricció d'edat és recomanada per a majors de 16 anys.

## Sinopsi

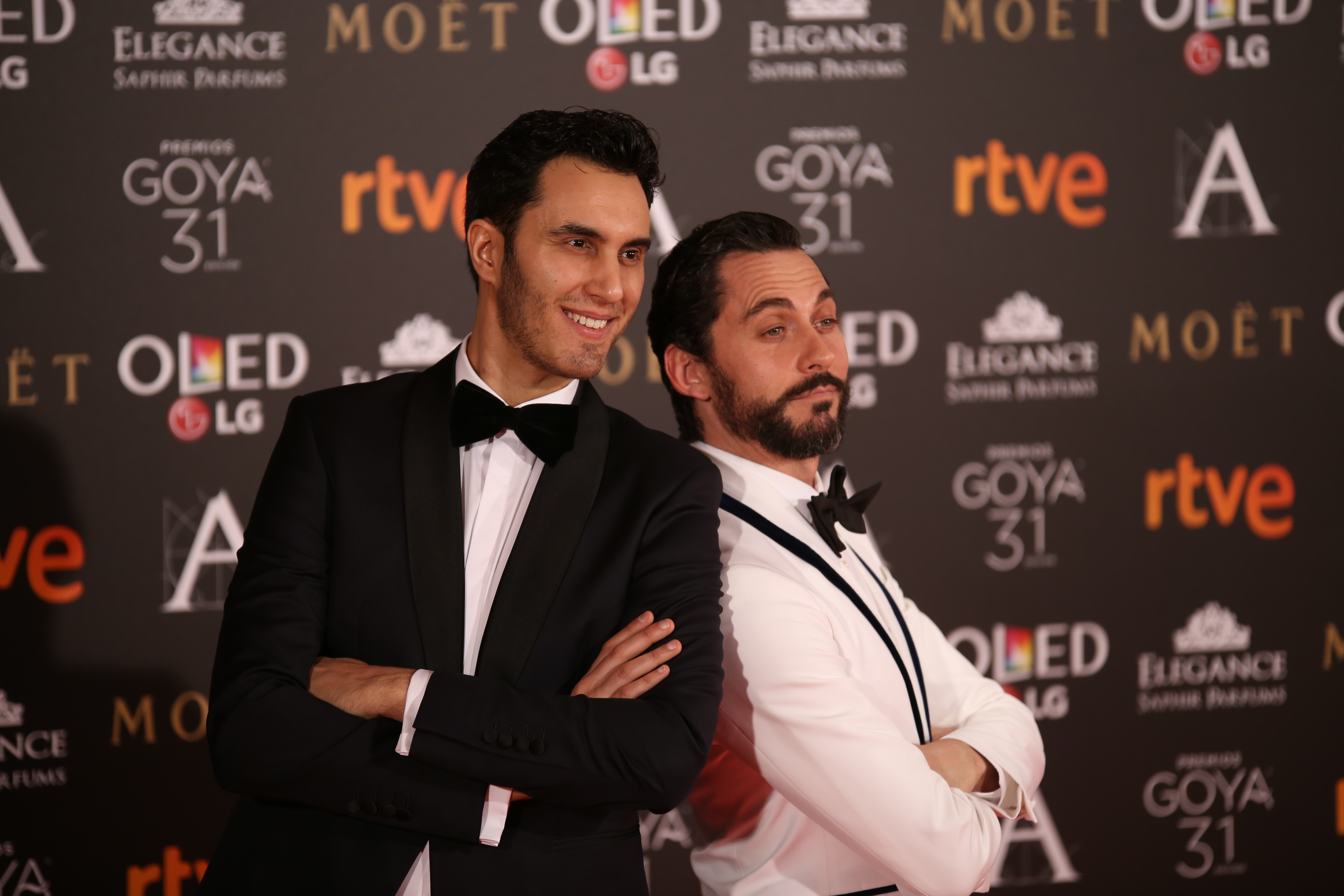
Fernando Pérez (guionista) i Paco León (director) als premis Goya 2017.

Cinc parelles amb les seves respectives filies s'uneixen en aquesta pel·lícula en la qual els protagonistes hauran de decidir com integren en les seves vides les diferents maneres d'obtenir plaer en ple estiu madrileny.
Cinc històries d'amor i de curioses filies sexuals coincideixen en un esbojarrat estiu madrileny. Dacrifília, elifília, somnofília, dendrofília i harpaxofília són algunes de les particulars maneres d'obtenir plaer que descobreixen els protagonistes, però per a gaudir-les hauran de decidir com integrar-les en les seves vides. Els seus sentiments, les seves pors i sobretot la seva sexualitat es transformen trencant tabús, endinsant-se en una etapa nova, emocionant i lliure on no es renega ni del plaer ni de l'amor.

## Repartiment
- Paco León: Paco
- Ana Katz: Ana
- Candela Peña: María Candelaria Rodríguez Costa
- Natalia de Molina: Natalia Figueroa y Dos Sicilias
- Belén Cuesta: Belén
- Luis Callejo: Antonio
- Luis Bermejo: José Luis
- Alexandra Jiménez: Sandra
- Mari Paz Sayago: Paloma
- David Mora: Rubén
- Álex García: Alejandro
- Mariola Fuentes: Mariqui

## Premis i nominacions
XXXI Premis Goya
| Categoria                                    | Nominats                                                                         | Resultat |
| -------------------------------------------- | -------------------------------------------------------------------------------- | -------- |
| Millor interpretació femenina de repartiment | Candela Peña                                                                     | Nominada |
| Millor actriu revelació                      | Belén Cuesta                                                                     | Nominada |
| Millor guió adaptat                          | Paco León Fernando Pérez                                                         | Nominats |
| Millor cançó original                        | Alejandro Acosta Cristina Manjón David Borràs Paronella Marc Peña Rius Paco León | Nominats |

IV Premis Feroz
| Categoria                    | Nominats                                                     | Resultat   |
| ---------------------------- | ------------------------------------------------------------ | ---------- |
| Millor actriu de repartiment | Candela Peña                                                 | Nominada   |
| Millor comèdia               | -                                                            | Guanyadora |
| Millor tràiler               | Rafa Martínez                                                | Guanyador  |
| Millor cartell               | Álvaro León Acosta Luis León Acosta Virginia Velasco Ramírez | Nominats   |

XXVI Premis de la Unión de Actores
| Categoria                | Nominats     | Resultat   |
| ------------------------ | ------------ | ---------- |
| Millor actriu secundària | Candela Peña | Guanyadora |